# Аксінопальпіс малий рудий
Аксінопа́льпіс мали́й руди́й (лат. Axinopalpis gracilis, Krynicki, 1832 = Obrium gracile Krynicki, 1832) — жук з родини вусачів.

## Поширення
Хорологічно A. gracilis є південноєвропейським видом, який приналежний до європейського зооґеографічного комплексу. Ареал охоплює Південну, Західну та південь Східної і Центральної Європи, Західний Кавказ, Близький Схід, Туреччину.
ВКарпатському Єврорегіоні є дуже рідкісним видом, який зустрічається у рівнинній частині передгір’їв, де поширені лісостепові та степові екосистеми.

## Екологія
Вид активний в сутінках. Літ триває з червня по серпень. Личинка, в умовах Центральної Європи, розвивається в невеликих гілках дуба черещатого та горіха волоського (Juglans regia L.).

## Морфологія

### Імаґо
Голова невелика. Очі виїмчасті. Вусики, часто, довші за тіло, в тонких, довгих війках. Передньоспинка, майже, циліндрична, з горбиками на диску та з горбиком на бічному краї. Відросток передньогрудей вузький. Останній членик нижньогубних щупиків розширений. Передні тазики кулясті, їх западини зовні заокруглені, ззаду відкриті. Стегна більш-менш булавоподібні, довгі. Тіло довгасте, вузьке, рудого або бурого забарвлення. Довжина 6-12 мм.

## Життєвий цикл
Життєвий цикл триває 2 роки.